# Polyvinylpyrrolidon
Polyvinylpyrrolidon anvendes i produkter til personlig pleje, såsom shampooer og tandpastaer, desuden i malinger og som klæbemidel, der skal fugtes, såsom frimærker og konvolutter. Polyvinylpyrrolidon er grundlaget for de tidlige formler for hårspray og hår gelé, og  fortsætter stadig med at være i en del af dem. 
Som et tilsætningsstof er polyvinylpyrrolidon en stabilisator og har E-nummer E1201.
| Kemi | Spire Denne artikel om kemi er en spire som bør udbygges. Du er velkommen til at hjælpe Wikipedia ved at udvide den. |